# Alfa Romeo Giulia (2015)
Pour les articles homonymes, voir Alfa Romeo Giulia.
L'Alfa Romeo Giulia est une familiale produite par le constructeur automobile italien Alfa Romeo. Remplaçante de la berline 159, dont la production a été arrêtée à l'automne 2011, la Giulia est dévoilée le 24 juin 2015 à l'occasion du 105e anniversaire de la marque, à l'usine d'Arese où se trouve le musée Alfa Romeo, en version sportive Quadrifoglio. Le reste de la gamme a été présenté au Salon international de l'automobile de Genève début mars 2016.

## Caractéristiques
Contrairement à ce que laissaient entendre les premières rumeurs, le châssis est entièrement nouveau et la Giulia ne reprend pas une base de Maserati Ghibli. Sa calandre affiche le nouveau logo d'Alfa Romeo. Pour atteindre le meilleur rapport poids/puissance de la catégorie, Alfa Romeo a sélectionné uniquement les meilleurs matériaux en termes de légèreté et performance[réf. nécessaire]. La fibre de carbone est employée pour l'arbre de transmission, le capot, le toit, les appendices aérodynamiques et les sièges avant dans sa version QV.
En fin d'année 2019, la Giulia est actualisée. Alfa Romeo procède à de petites modifications. L'écran devient tactile et offre une compatibilité smartphone (Apple CarPlay et Android Auto). Afin de respecter la norme Euro 6d-TEMP, les moteurs à essence sont équipés d'un filtre à particules et les diesel d'un système SCR. La Giulia met également à jour ses aides à la conduite.

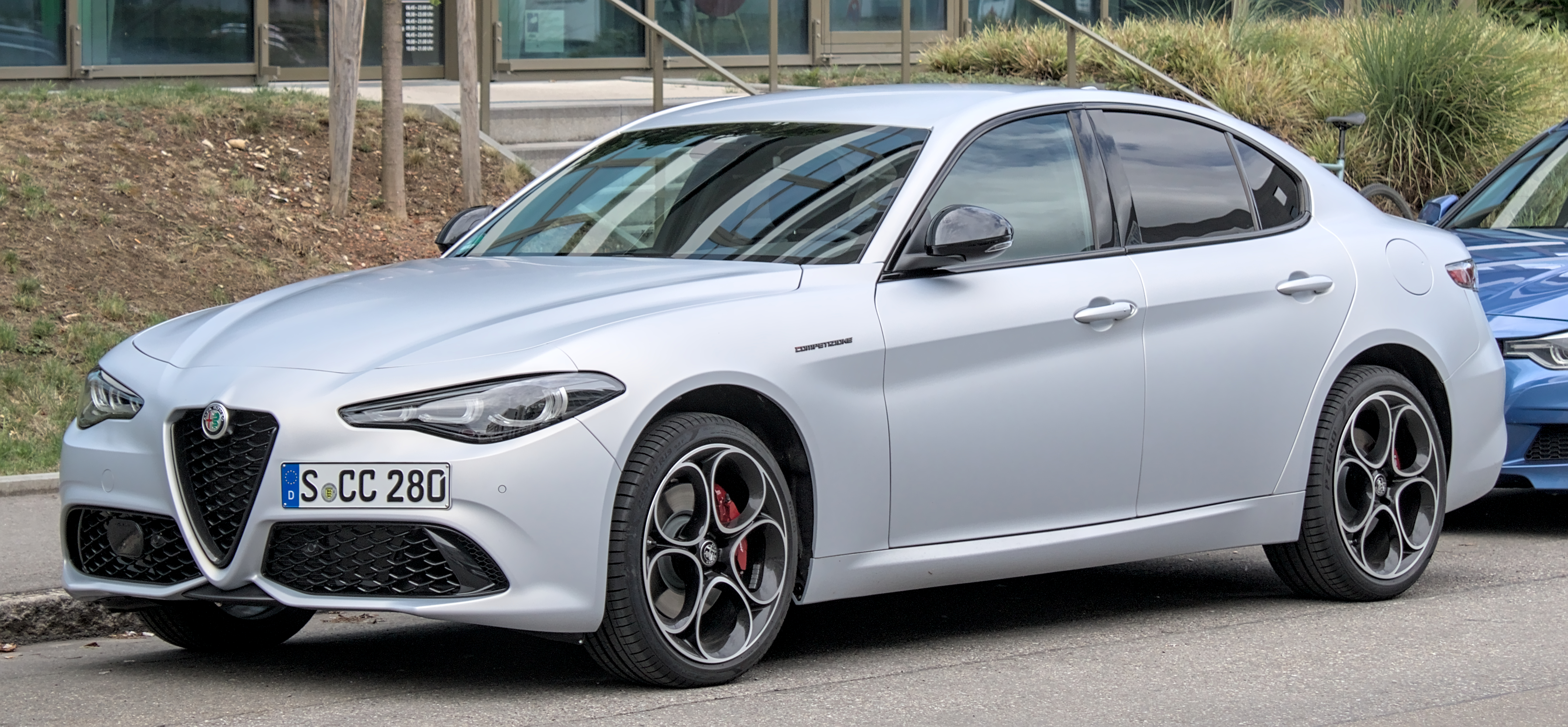
Alfa Romeo Giulia (restylée).

En avril 2022, Jean-Philippe Imparato annonce que la remplaçante de la Giulia, prévue pour 2027, sera « probablement un véhicule 100 % électrique ». En octobre 2022, la Giulia est restylée ; elle adopte des phares munies de LED matriciels contenant trois blocs ainsi qu'une calandre scudetto.

### Motorisations
Cette nouvelle génération de berline est accompagnée de nouveaux moteurs entièrement en aluminium. Selon la roadmap dévoilée par Harald Wester le 6 mai 2014, un moteur essence de 2 litres et un moteur Diesel 2,2 litres sont au programme au démarrage de la gamme.
Pour le premier, la puissance est de 200 ou 280 ch et, pour le second, de 150 ch (passe à 160 en 2018), 180 ch (190 en 2018) et 210ch.
La version sportive Quadrifoglio est animée par un nouveau 2,9 L V6 bi-turbo essence à 90°, développant 510 ch (520ch en 2019) et 600 N m de couple entre 2 500 et 5 000 tr/min. Le 0 à 100 km/h est réalisé en 3,9 s. Ce nouveau moteur est un dérivé à six cylindres du V8 F154 Ferrari développé en étroite collaboration avec Ferrari,.
Grâce à la commande électronique brevetée de désactivation de cylindres, la nouvelle Giulia Quadrifoglio peut, selon son constructeur, parcourir 100 km avec 8,5 L de carburant et émet 198 g/km de CO2 (cycle mixte).
Les versions GTA (Gran Turismo Alleggerita, ce qui signifie Grand Tourisme Allégée en français) et GTAm (version pistarde, allégée et sans banquette) sont dévoilées le 2 mars 2020 et célèbrent les 110 ans du constructeur italien. Elles sont produites à 500 exemplaires pour l'ensemble des versions.
|                            | 2.2 Multijet                                    | 2.2 Multijet                                     | 2.2 Multijet                                     | 2.2 Multijet Q4                                 | 2.0 Turbo MultiAir                       | 2.0 Turbo MultiAir                       | 2.9 V6 Quadrifoglio    | GTA / GTAm        |
| -------------------------- | ----------------------------------------------- | ------------------------------------------------ | ------------------------------------------------ | ----------------------------------------------- | ---------------------------------------- | ---------------------------------------- | ---------------------- | ----------------- |
| Types moteurs              | Fiat Family B                                   | Fiat Family B                                    | Fiat Family B                                    | Fiat Family B                                   | FCA Global Medium Engine (GME)           | FCA Global Medium Engine (GME)           | 690T                   | 690T              |
| Cylindrée (cm3)            | 2 143                                           | 2 143                                            | 2 143                                            | 2 143                                           | 1 995                                    | 1 995                                    | 2 891                  | 2 891             |
| Alésage (mm) / Course (mm) | 83 / 99                                         | 83 / 99                                          | 83 / 99                                          | 83 / 99                                         | 84 / 90                                  | 84 / 90                                  | 86,5 / 82              | 86,5 / 82         |
| Architecture               | 4-cylindres en ligne + géométrie variable turbo | 4-cylindres en ligne + géométrie variable turbo  | 4-cylindres en ligne + géométrie variable turbo  | 4-cylindres en ligne + géométrie variable turbo | 4-cylindres en ligne + twin-scroll turbo | 4-cylindres en ligne + twin-scroll turbo | V6 bi-turbo à 90°      | V6 bi-turbo à 90° |
| Puissance maximale         | 136 ch à 4 000 tr/min                           | 150 ch à 4 000 tr/min                            | 180 ch à 3 750 tr/min                            | 210 ch à 3 750 tr/min                           | 200 ch à 5 000 tr/min                    | 280 ch à 5 250 tr/min                    | 510 ch à 6 500 tr/min  | 530 ch / 540 ch   |
| Couple maximal             | 380 N m à 1 500 tr/min                          | 380 N m à 1 500 tr/min ou 450 N m à 1 750 tr/min | 380 N m à 1 500 tr/min ou 450 N m à 1 750 tr/min | 470 N m à 1 750 tr/min                          | 330 N m à 1 750 tr/min                   | 400 N m à 2 250 tr/min                   | 600 N m à 2 250 tr/min |                   |
| Boîte de vitesses          | BVM6                                            | BVM6 / BVA8                                      | BVM6 / BVA8                                      | BVA8                                            | BVA8                                     | BVA8                                     | BVM6 / BVA8            | BVA8              |
| Vitesse maximale (km/h)    | 215                                             | 221                                              | 230                                              | 235                                             | 235                                      |                                          | 307                    | 307               |
| 0-100 km/h (s)             | 9,2                                             | 8,4 / 8,2                                        | 7,1 / 7,2                                        | 6,4                                             | 6,6                                      | 5,5                                      | 3,9                    | 3,6               |
| Consommation (L/100 km)    | 4,0                                             | 4,2                                              | 4,2 (3,8 ECO)                                    | 4,7                                             | 5,9                                      | 6,4                                      | 8,5 / 7,9              |                   |
| Émissions de CO2 (g/km)    | 105                                             | 109                                              | 109 (99 ECO)                                     | 122                                             | 138                                      | 148                                      | 198 / 183              |                   |

## Finitions

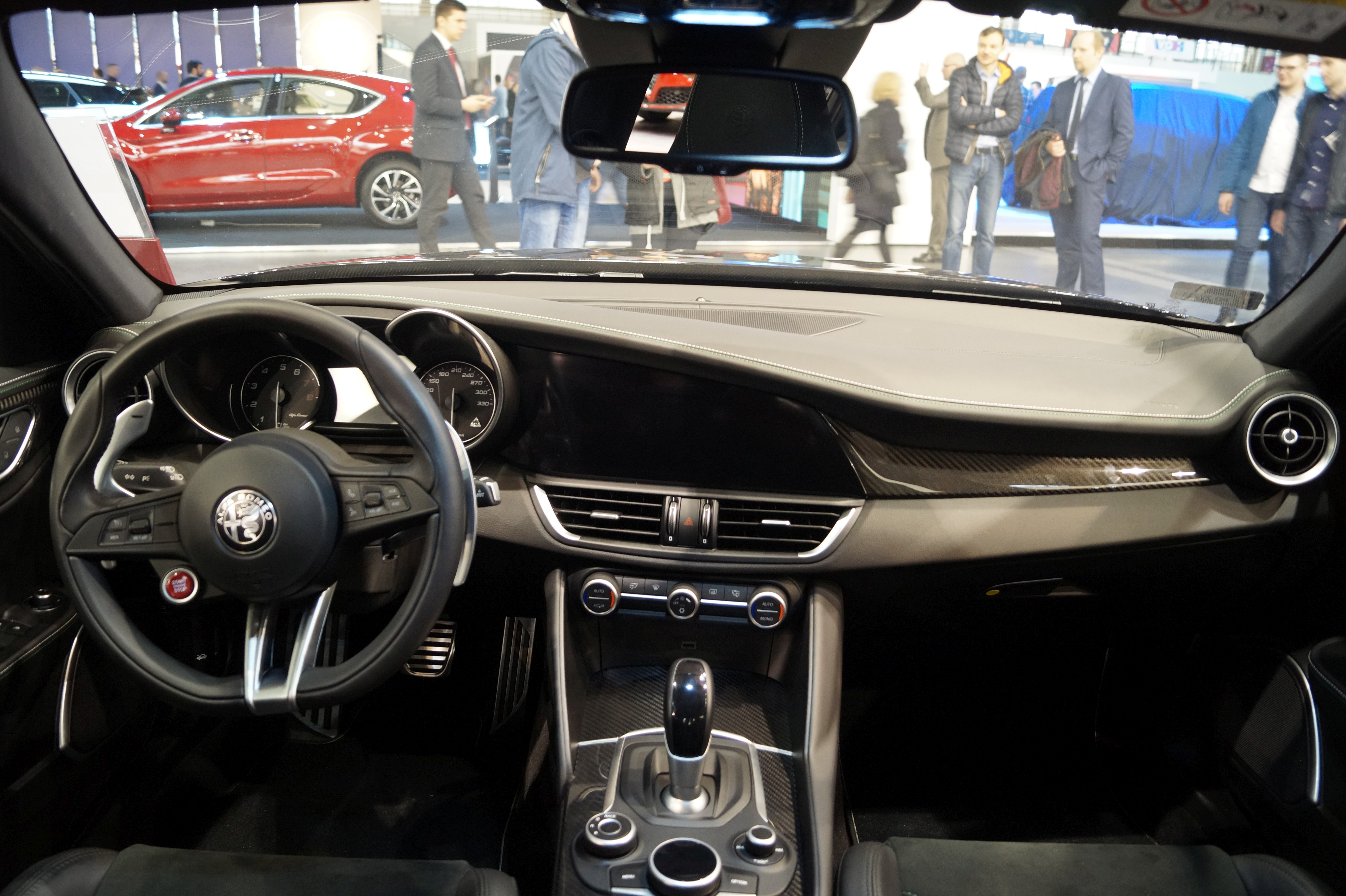
Vue intérieure d'une Quadrifoglio.

De 2015 à 2019 :
- Pack Business
- Super
- Lusso
- Sprint
- Veloce
- Quadrifoglio
- Sport

À partir de 2020 :
- Giulia
- Super
- Sprint
- Veloce
- Ti

### Séries spéciales
- Nring (record Nürburgring)
- Edizione.

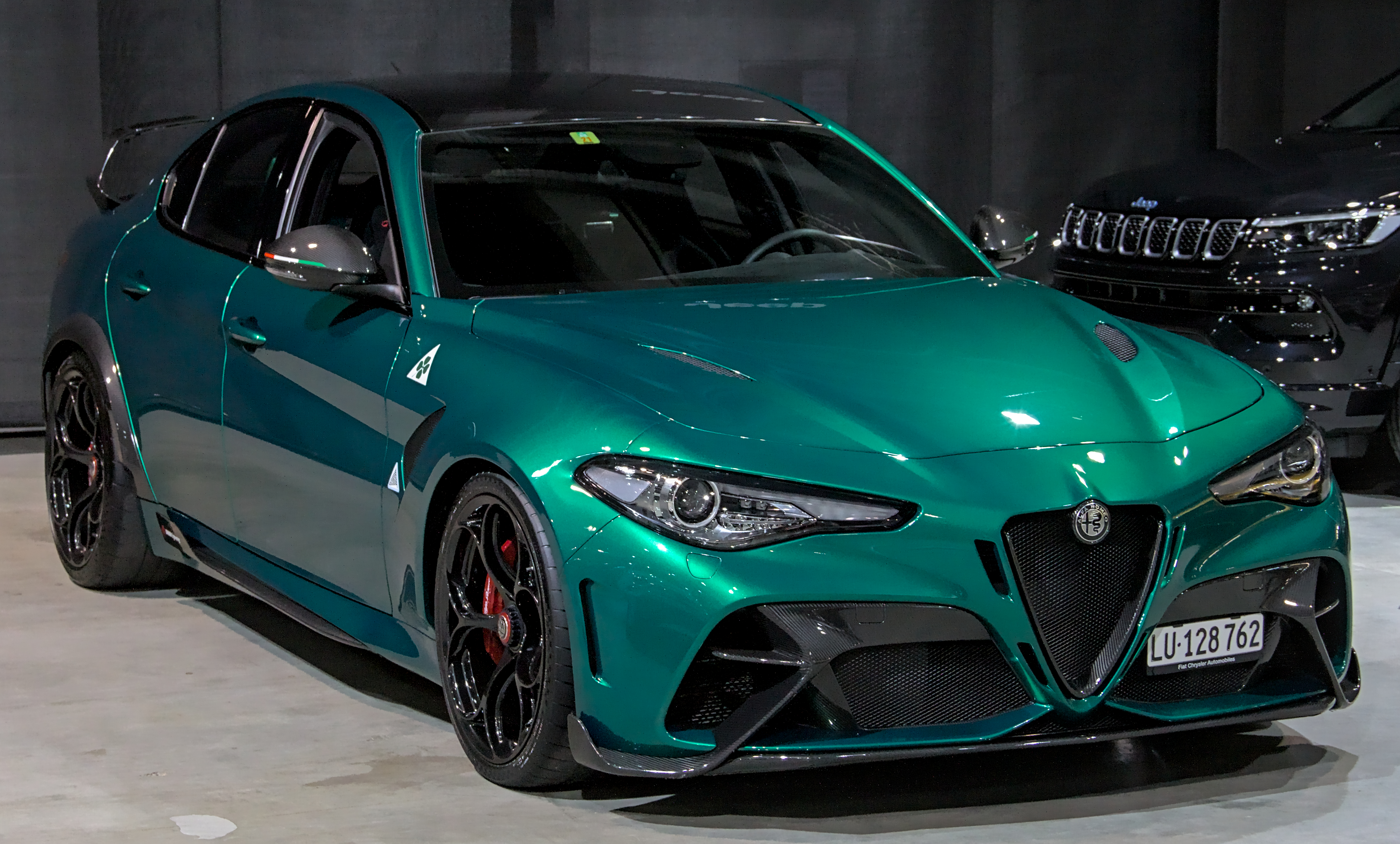
Alfa Romeo Giulia GTAm.

- Racing (Sauber 10 exemplaires) 520 ch.
- GTA/GTAm (Gran Turismo Alleggerita/ modificata) (500 exemplaires) 540 ch.
- Sprint 110 ans (55 exemplaires)[14].
- 6C Villa d'Este[15], limitée à 30 exemplaires (en France).
- Quadrifoglio 100° Anniversario (100 exemplaires, 2023)[16]

## Production

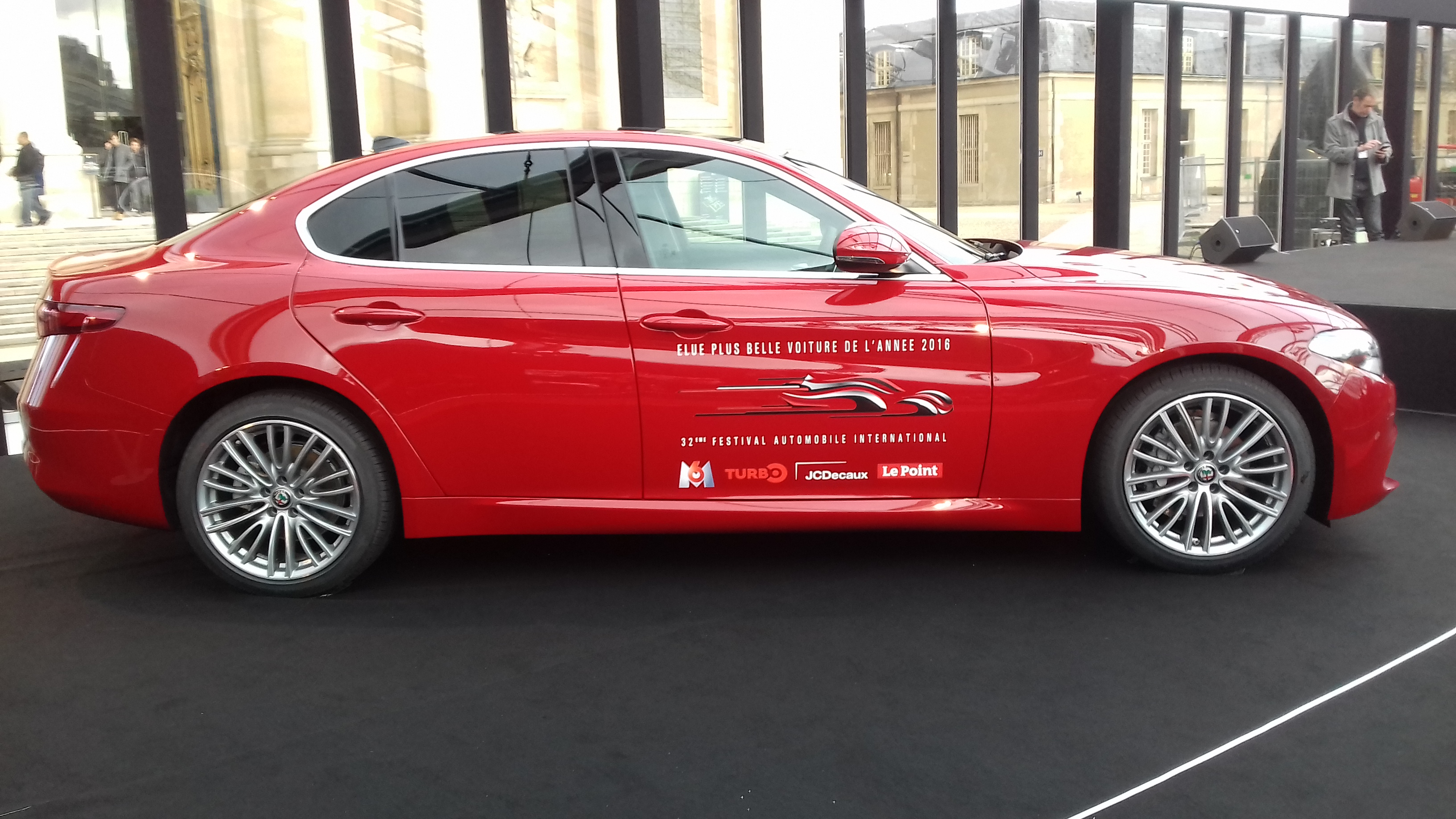
Modèle élu « Plus belle voiture de l'année 2016 ».

Le 20 mai 2015, un premier lot de vingt exemplaires de pré-série de la future Giulia a été produit dans l'usine de Cassino où la voiture sera fabriquée en série. Ce lot est destiné à la présentation officielle de la voiture programmée le 24 juin 2015. Les voitures seront ensuite exposées à la l'Exposition universelle de Milan jusqu'en fin d'année 2015.
La production en série débute le 24 février 2016. Les commandes sont enregistrées à partir du 15 avril 2016 pour une livraison à partir de mai 2016.
Tableau récapitulatif de la production selon les données statistiques ANFIA, (équivalent du CCFA français) :
| Année | Giulia (2015) |
| ----- | ------------- |
| 2015  | 20 pré-série  |
| 2016  | 23 463        |
| 2017  | 48 521        |
| 2018  | 28 538        |
| 2019  | 17 184        |
| 2020  | 15 047        |
| 2021  | n.c           |

## Giulia SWB Zagato
En décembre 2022, Alfa Romeo et Zagato présentent une Giulia dont le style est totalement retravaillé. Ce modèle unique, dont la conception a débuté en 2021, et qui est destiné à un collectionneur allemand, permet de célébrer les 100 ans de collaboration entre les deux marques. 
Le design de la Giulia SWB Zagato est inspiré en grande partie de la SZ.
La Giulia SWB Zagato est dotée d'un V6 2,9 L de 540 ch.

## Récompenses
La Giulia reçoit le titre de « Plus belle voiture de l'année 2016 » durant le Festival automobile international (Chamonix) de l'année suivante. Cette récompense fait suite à un concours associant les votes du grand public et des journalistes européens.